# Ночиля
Ночѝля (на италиански: Nociglia, на местен диалект Nucìe, Нучие) е село и община в Южна Италия, провинция Лече, регион Пулия. Разположено е на 104 m надморска височина. Населението на общината е 2456 души (към 2011 г.).